# Сальг, Жак Бартелеми
Жак Бартелеми Сальг (фр. Jacques-Barthélemy Salgues; 1760, Санс — 26 июля 1830, Париж) — французский аббат, философ
, историк и литературовед.
Получил богословское образование, служил аббатом и профессором богословия в коллеже Санса (где у него учился, в частности, известный впоследствии химик Луи Жак Тенар), однако в 1791 году отказался от церковной службы и перешёл на гражданскую, став прокурором коммуны Санс. Известен тем, что выполнил перевод поэмы Джона Мильтона «Потерянный рай» на французский язык, а также написал целый ряд философских, риторических и исторических трудов. Был известен как роялист и антиклерикал, противник ордена иезуитов и сторонник Реставрации Бурбонов. В 1824—1825 годах руководил журналом L’Oriflamme, на страницах которого выступал с требованиями реабилитации Жозефа Лезюрка (гильотинированного в 1796 году вследствие судебной ошибки) и выплаты компенсации его семье.
Наибольшей известностью пользовалось и неоднократно переиздавалось сочинение Сальга «Ошибки, распространённые в обществе» (фр. Des erreurs répandues dans la société; 1810, русский перевод под названием «О заблуждениях и предрассудках, господствующих в различных сословиях общества», 1836) — перечень всевозможных предрассудков и суеверий с объяснениями возможных источников и причин. Среди других его книг — «Париж, обычаи, литература» (фр. De Paris, des moeurs, de la littérature; 1813), «Воспоминания для работы над историей Франции» (фр. Mémoires pour servir à l’histoire dé France; Париж, 1814—1828, 9 томов в 8 выпусках; сочинение носило антибонапартистский характер и печаталось после Реставрации), «Тысяча и один тип клеветы» (фр. Les mille et une calomnies; 1882); «О литературе древних евреев» (фр. De la littérature des Hébreux; 1825) и несколько брошюр против иезуитов, в частности, «Противоядие Монружа» (фр. L'Antidote de Mont-Rouge — в Монруже располагалась одна из штаб-квартир иезуитов во Франции; Париж, 1827, 8 выпусков).